# Внешность (топология)
Вне́шность в общей топологии — внутренность дополнения к заданному множеству. Внешняя точка заданного множества — точка внешности.
Для множества {\displaystyle A} в топологическом пространстве {\displaystyle (X,{\mathcal {T}})} точка {\displaystyle x\in X} является внешней по отношению к {\displaystyle A}, если существует её окрестность {\displaystyle U_{x}\in {\mathcal {T}}}, не пересекающаяся с {\displaystyle A}, то есть {\displaystyle U\cap A=\varnothing }. Используемые обозначения для внешности множества {\displaystyle A} — {\displaystyle \operatorname {ext} A}, {\displaystyle \operatorname {Ext} A}, {\displaystyle A^{\mathrm {e} }}.
Например, для интервала {\displaystyle (a,b)} на вещественной прямой со стандартной топологией его внешность:
{\displaystyle \operatorname {ext} (a,b)=(-\infty ,a)\cup (b,\infty )}.
Внешность (будучи внутренностью) всегда открыта. Внешность внешности заданного множества — его внутренность:
{\displaystyle \operatorname {ext} \operatorname {ext} A=\operatorname {int} A},
внешность внутренности данного множества совпадает с его внешностью:
{\displaystyle \operatorname {ext} \operatorname {int} A=\operatorname {ext} A}.
Для всякого множества {\displaystyle A} объединение его внутренности, границы и внешности раздельно (состоит из непересекающихся компонент) и даёт всё топологическое пространство:
{\displaystyle \operatorname {int} A\uplus \partial A\uplus \operatorname {ext} A=X},
границу множества можно выразить как дополнение к раздельному объединению его внутренности со внешностью:
{\displaystyle \partial A=X\setminus (\operatorname {int} A\uplus \operatorname {ext} A)}.